# Triplaris purdiei
Triplaris purdiei är en slideväxtart som beskrevs av Meissn.. Triplaris purdiei ingår i släktet Triplaris och familjen slideväxter. Inga underarter finns listade i Catalogue of Life.